# Fuga da Reuma Park
Fuga da Reuma Park è un film del 2016 diretto da Aldo, Giovanni e Giacomo e Morgan Bertacca. È interpretato da Aldo Baglio, Giovanni Storti e Giacomo Poretti con Silvana Fallisi, e con la partecipazione di Ficarra e Picone.

## Trama
Milano, vigilia di Natale 2041. L'anziano Aldo Baglio, un famoso comico degli anni 1990 e 2000, viene portato dai due figli Valentino e Salvatore (gemelli molto diversi tra loro e nonostante ciò sempre scambiati dal padre) a Milano dalla Sicilia, in una casa di riposo chiamata Reuma Park.
Questo luogo è costituito da un vero e proprio luna park in cui le giostre sono a disposizione degli ospiti, arzilli vecchietti fatti alloggiare con la promessa di divertimento illimitato e puro svago. In realtà è un posto in cui gli anziani vengono abbandonati a sé stessi e spesso maltrattati; Aldo viene lasciato nelle mani della direttrice di Reuma Park, Ludmilla, severa infermiera russa dalla forza sovrumana.
Aldo qui incontra i suoi due vecchi compagni di recitazione, Giovanni Storti e Giacomo Poretti, quest'ultimo invalido, alcolizzato e con una flebo piena di vino attaccata al braccio. I tre cominciano a ricordare i bei tempi passati insieme e a riflettere sulla loro attuale condizione. Mentre si trovano sulle giostre, i tre iniziano a progettare un'evasione da Reuma Park, a seguito della quale intendono sfruttare una barca ereditata da Giovanni da uno zio pescatore e una grossa somma di denaro contante in possesso di Giacomo per scappare in Brasile. Quella sera viene celebrata la festa di Natale sotto il tendone da circo, al ritmo delle canzoni scelte da Johnny Glamour e delle estrazioni alla lotteria di Mr Flanagan, durante la quale i tre mettono in atto il piano per creare confusione e darsi alla fuga: mentre Giovanni seduce Ludmilla, Giacomo fa esplodere dei petardi tra gli anziani festeggianti. Nella confusione che ne segue, i tre riescono a fuggire.
Purtroppo vengono quasi avvistati dal poliziotto svizzero Huber, guardia notturna di Reuma Park, che, nel tentativo di sparare loro, finisce per uccidere il mago Kamor, del gruppo bulgaro dei Tiranos, venuti ad animare la serata degli anziani. Messi alle strette, i tre hanno una sola via d'uscita: la casa degli orrori, in cui nessun ospite di Reuma Park azzarda l'ingresso in quanto è noto che in molti vi sono entrati e non ne sono mai più usciti. All'interno dell'attrazione, i tre si confrontano con le paure più recondite generate dal loro inconscio, che prendono la forma di loro vecchi personaggi: il minaccioso dio Pdor, il vampiro conte Dracula e il degradante Tafazzi. Alla fine il trio si ritrova dall'altra parte della giostra e, tramite un passaggio segreto, riesce ad arrivare in Piazza del Duomo; qui, il signor Rezzonico e Fausto Gervasoni sono appena arrivati dalla Svizzera nel pieno della notte, a bordo di una motocarrozzetta (sidecar), durante un giro per l'Italia.
Mentre ammirano le bellezze della piazza durante la notte, Gervasoni attua uno dei suoi innumerevoli tentativi di uccidere l'odiato Rezzonico (dando fuoco a un albero di Natale lì vicino, in modo che Rezzonico rimanga soffocato dal fumo). Mentre Rezzonico sta per soccombere, sopraggiunge Huber, direttosi alla ricerca dei tre anziani, che ancora una volta gli salva la vita.
Per dare dimostrazione della sua abilità di poliziotto, ligio nel far rispettare le regole, Huber comincia a sparare contro la Madonnina in cima al Duomo e finisce per farla precipitare a terra, cosa che induce i tre svizzeri a darsela a gambe abbandonando la motocicletta. Aldo, Giovanni e Giacomo si impadroniscono allora della moto e della motocarrozzetta, sulla quale viene posizionato Giacomo, che non può più fare uso della sedia a rotelle perché Ludmilla li ha raggiunti attraverso il passaggio, sottraendogliela. I tre scappano e si dirigono verso i Navigli, ma lungo il percorso vengono raggiunti da Ludmilla a bordo di un monopattino: dopo un rocambolesco inseguimento, i tre riescono a seminare l'infermiera con l'uso di una bomba a mano lanciata da Giacomo. Dopo altre vicissitudini, i tre arrivano alla piccola barca di Giovanni in piena notte; qui si scopre che Giacomo per tutto quel tempo aveva in realtà finto di non poter fare uso delle gambe, solo per poter riscuotere una pensione di invalidità, e che Ludmilla, sopravvissuta all'esplosione, li ha raggiunti allo stremo delle forze ed è perdutamente innamorata di Giovanni.
Quest'ultimo è lusingato dalla dichiarazione dell'infermiera, ma manifesta subito le sue perplessità relative alla loro differenza di età e al peso che la donna porterebbe sull'imbarcazione. A questo punto Ludmilla mostra la sua vera forma, togliendosi l'abito da infermiera: sotto l'imbottitura, è una splendida donna di mezza età vestita con uno sgargiante vestito rosso. Giovanni non esita un attimo a farla salire insieme con loro, per poi dare a Giacomo l'ordine di mettere in moto la barca e partire. Mentre ironizzano sulla loro fine, che sarà probabilmente vicina, Aldo e Giacomo si uniscono a Giovanni e a Ludmilla nel godersi il lungo viaggio verso Rio de Janeiro, a cui arriveranno percorrendo i Navigli di Milano con la barca.

## Produzione

### Riprese
Le riprese sono state svolte in un totale di quattro settimane (una parte nel novembre 2015 e l'altra nel giugno 2016, durante le pause tra le date della tournée teatrale The Best of Aldo, Giovanni e Giacomo) a Milano: il "Reuma Park" è stato ambientato nell'Europark Idroscalo Milano, luna park permanente situato nei pressi dell'omonimo lago artificiale. Altre scene sono state girate in piazza del Duomo, sulla Darsena e in altri luoghi della città.
Inizialmente l'ospizio non doveva essere allestito in un parco divertimenti, bensì in un hotel situato in Alto Adige — da cui, a detta di Poretti, sarebbe potuta scaturire «una situazione abbastanza classica, tipo l'Overlook Hotel» —; una volta ridefinita l'ambientazione, su proposta della scenografa Eleonora Ponzoni, prima di scegliere le giostre dell'Idroscalo, si era pensato a un parco divertimenti abbandonato di Limbiate, che tuttavia era risultato inaccessibile. L'idea di accentuare il «surrealismo» e gli elementi «fumettistici e da cartone animato» è da attribuire al regista Morgan Bertacca, poiché questi sarebbero «pienamente parte della comicità del trio».

### Sceneggiatura
La sceneggiatura è stata curata da Valerio Bariletti e Morgan Bertacca, già co-autori anche dello spettacolo teatrale e dei due lungometraggi precedenti del trio.

## Colonna sonora
È stato realizzato un brano originale per la pellicola, intitolato A Copacabana, interpretato da Aldo, Giovanni e Giacomo e scritto e arrangiato da Mauro Pagani, che ha firmato l'intera colonna sonora della pellicola.

## Distribuzione
La pellicola è stata distribuita da Medusa film ed è uscita nelle sale cinematografiche il 15 dicembre 2016.
Il film costituisce parte di una serie di produzioni celebrative del venticinquesimo anno di attività artistica del trio, insieme alla biografia Tre uomini e una vita distribuita da Arnoldo Mondadori Editore e alla tournée teatrale The Best of Aldo, Giovanni e Giacomo, da cui sono tratte alcune sequenze inserite nel film.

## Accoglienza

### Incassi
L'incasso totale della pellicola è stato di 3 130 495 euro, nettamente inferiore ai precedenti lavori cinematografici del trio.

### Critica
Fuga da Reuma Park è stato aspramente stroncato dalla maggior parte della critica, che lo ha definito come «il peggior film di Aldo, Giovanni e Giacomo». MYmovies.it attribuisce al film una valutazione di 2,5 su 5, Internet Movie Database gli assegna un voto di 3,9 su 10 basato su 146 recensioni, la Rivista del cinematografo assegna il voto di 1,5 su 5, mentre Movieplayer.it vota 2 stelle su 5.
Per Federico Pontiggia della Rivista del cinematografo «forse è il loro film-testamento [...] qui c'è povertà esibita oltre le intenzioni, assenza totale di ritmo, tempi comici da Alzheimer e cui prodest sconosciuto, a parte le tasche dei Nostri». Secondo Mattia Pasquini di Film.it «qui non c'è comicità [...] né allegoria, né azione, né intreccio. [...] rischia di essere un vero e proprio canto del cigno». Fa eco Davide Turrini sul Fatto Quotidiano, il quale stronca la pellicola sostenendo che la carriera cinematografica del trio «sembra essere [giunta] ad un punto di non ritorno», e nello specifico pone un accento negativo sull'interpretazione di Silvana Fallisi, parlando del fatto che «ci tocca rimpiangere la Massironi [...] ben più intellettualmente stimolante e prosaicamente divertente». Anche Movieplayer.it ha recensito negativamente l'opera, definendola per bocca di Francesco Bruni «un surreale ma deludente canto del cigno» e «un film-testamento».
Tra le poche critiche positive c'è quella di Gianfranco Zappoli, che su MYmovies.it lo definisce «un film riuscito che scorre con una leggerezza che non dimentica la lezione delle comiche dei tempi del muto».
A parziale giustificazione, secondo le intenzioni del trio, il film non avrebbe dovuto costituire un tradizionale lungometraggio bensì un contenitore che riproponesse i personaggi e gli sketch più rappresentativi della loro carriera venticinquennale, il che avrebbe comportato, nelle parole di Storti, «un errore di comunicazione» con il pubblico, che giustificherebbe le critiche mosse all'uscita dell'opera; il trio, inoltre, avrebbe intenzionalmente tentato la strada della comicità «clownesca, da cartone animato». Oltre a ciò, nelle parole di Baglio il film «è girato diversamente, in modo forse un po' più televisivo, è meno scritto ed è basato più su una comicità più andante, più libera», presumibile ragione per cui «ci ha divertito ma l'abbiamo pagata: [...] il pubblico non ci ha perdonato».